# Phoxocephalidae
Phoxocephalidae is een familie van kleine, garnaalachtige kreeftachtigen in de onderorde Gammaridea beschreven door Georg Ossian Sars in 1891. Het bevat Cocoharpinia iliffei, een ernstig bedreigde soort op de IUCN Rode Lijst.
Het bestaat uit de volgende geslachten:
| Naam             | Auteur(s)           | Publicatiejaar |
| ---------------- | ------------------- | -------------- |
| Atlantiphoxus    | Andrade & Senna     | 2020           |
| Baliphoxus       | Ortiz & Lalana      | 1999           |
| Basuto           | Barnard & Drummond  | 1978           |
| Bathybirubius    | Senna               | 2010           |
| Beringiaphoxus   | Jarrett & Bousfield | 1994           |
| Birubius         | Barnard & Drummond  | 1976           |
| Booranus         | Barnard & Drummond  | 1978           |
| Brolgus          | Barnard & Drummond  | 1978           |
| Cephalophoxoides | Gurjanova           | 1977           |
| Cephalophoxus    | Gurjanova           | 1977           |
| Cephaloxoides    |                     |                |
| Cocoharpinia     | G.Karaman           | 1980           |
| Coxophoxus       | Barnard             | 1966           |
| Cunmurra         | Barnard & Drummond  | 1978           |
| Diogodias        | Barnard & Drummond  | 1978           |
| Elpeddo          | Barnard & Drummond  | 1978           |
| Eobrolgus        | J.L.Barnard         | 1979           |
| Eusyrophoxus     | Gurjanova           | 1977           |
| Eyakia           | J.L.Barnard         | 1979           |
| Feriharpinia     | Barnard & Karaman   | 1982           |
| Foxiphalus       | J.L.Barnard         | 1979           |
| Fuegiphoxus      | Barnard & Barnard   | 1980           |
| Ganba            | Barnard & Drummond  | 1978           |
| Grandifoxus      | J.L.Barnard         | 1979           |
| Griffithsius     | Jarrett & Bousfield | 1994           |
| Harpinia         | Boeck               | 1876           |
| Harpiniopsis     | Stephensen          | 1925           |
| Heterophoxus     | Shoemaker           | 1925           |
| Hopiphoxus       | Barnard & Drummond  | 1978           |
| Indophoxus       | L.e.Dang            | 2005           |
| Japara           | Barnard & Drummond  | 1978           |
| Jerildaria       | Barnard & Drummond  | 1978           |
| Joubinella       | Chevreux            | 1908           |
| Kondoleus        | Barnard & Drummond  | 1978           |
| Kotla            | Barnard & Drummond  | 1978           |
| Kulgaphoxus      | Barnard & Drummond  | 1978           |
| Kuritus          | Barnard & Drummond  | 1978           |
| Leongathus       | Barnard & Drummond  | 1978           |
| Leptophoxoides   | Barnard             | 1962           |
| Leptophoxus      | G.O.Sars            | 1891           |
| Limnoporeia      | Fearn-Wannan        | 1968           |
| Linca            | AlonsodePina        | 1993           |
| Majoxiphalus     | Jarrett & Bousfield | 1994           |
| Mandibulophoxus  | Barnard             | 1957           |
| Matong           | Barnard & Drummond  | 1978           |
| Mesophoxus       | Gurjanova           | 1977           |
| Metaphoxoides    | Ledoyer             | 1967           |
| Metaphoxus       | Bonnier             | 1896           |
| Metharpinia      | Schellenberg        | 1931           |
| Microphoxus      | J.L.Barnard         | 1960           |
| Palabriaphoxus   | Gurjanova           | 1977           |
| Parafoxiphalus   | AlonsodePina        | 2001           |
| Parajoubinella   | Gurjanova           | 1977           |
| Paramesophoxus   | Gurjanova           | 1977           |
| Parametaphoxus   | Gurjanova           | 1977           |
| Parametaphoxus   | Jarrett & Bousfield | 1994           |
| Paraphoxus       | Sars                | 1891           |
| Parharpinia      | Stebbing            | 1899           |
| Phoxocephalus    | Stebbing            | 1888           |
| Phoxogorgia      |                     |                |
| Phoxorgia        | Barnard & Barnard   | 1980           |
| Pontharpinia     | Stebbing            | 1897           |
| Proharpinia      | Schellenberg        | 1931           |
| Protophoxus      | K.H.Barnard         | 1930           |
| Pseudfoxiphalus  | Andres              | 1991           |
| Pseudharpinia    | Schellenberg        | 1931           |
| Rheopoxinius     |                     |                |
| Rhepoxynius      | J.L.Barnard         | 1979           |
| Rikkarus         | Barnard & Drummond  | 1978           |
| Ringaringa       | Barnard & Karaman   | 1991           |
| Synphoxus        | Gurjanova           | 1980           |
| Tickalerus       | Barnard & Drummond  | 1978           |
| Tipimegus        | Barnard & Drummond  | 1978           |
| Torridoharpinia  | Barnard & Karaman   | 1982           |
| Torridophoxus    |                     |                |
| Trichophoxus     | K.H.Barnard         | 1930           |
| Uldanamia        | Barnard & Drummond  | 1978           |
| Urophoxus        | Gurjanova           | 1977           |
| Vasco            | Barnard & Drummond  | 1978           |
| Vietophoxus      | L.e.Dang            | 2005           |
| Waipirophoxus    | Gurjanova           | 1980           |
| Waitangi         | Fincham             | 1977           |
| Wildus           | Barnard & Drummond  | 1978           |
| Yammacoona       | Barnard & Drummond  | 1978           |
| Yan              | Barnard & Drummond  | 1978           |